# WissenschaftsForum Berlin

Eingang zum WissenschaftsForum

Das WissenschaftsForum Berlin ist ein 1999 gegründeter informeller Verbund von Wissenschaftseinrichtungen, der Kontakte der Wissenschaftseinrichtungen untereinander und zu Politik, Wirtschaft und Verwaltung fördert. Die Teilnahme an diesem Verbund ist ausschließlich durch den Unterhalt eines Büros im Gebäude des WissenschaftsForums unmittelbar am Gendarmenmarkt (Markgrafenstraße 37) in Berlin geregelt. Das Wissenschaftsforum war ursprünglich „als Pendant zum Wissenschaftszentrum in Bonn gedacht“.

## Geschichte
Das Forum verfügt über ein eigenes Gebäude; es wurde im Rahmen der Vermögensanlage der Volkswagen-Stiftung errichtet; 1991 wandte sich das Land Berlin an die Stiftung „mit der Bitte, am künftigen Sitz der Bundesregierung ein Forum für Wissenschaftsorganisationen zu errichten“. Die Volkswagen-Stiftung prüfte über eine Tochtergesellschaft, die „Immobilien-Verwaltungs- und Anlagegesellschaft Dr. A. Steiger KG“, die Rentabilität des Projekts und errichtete das Gebäude. Die Gesamtkosten für Grundstück und Gebäude wurden mit 47 Millionen Euro kalkuliert.

## Beteiligte Organisationen
- Alexander von Humboldt-Stiftung
- Bahçeşehir Üniversitesi in Berlin
- Deutscher Akademischer Austauschdienst
- Deutsche Forschungsgemeinschaft
- Deutsches Klima-Konsortium (DKK)
- Deutsches Zentrum für Luft- und Raumfahrt
- German University in Cairo (GUC)
- Konsortium Deutsche Meeresforschung
- Max-Planck-Gesellschaft
- Population Europe
- VolkswagenStiftung
- Wissenschaftsrat

## Ausgeschiedene Organisationen
- Hochschulrektorenkonferenz (HRK) zum Ende 2007
- Union der deutschen Akademien der Wissenschaften zum Ende 2008
- Deutscher Verband Technisch-Wissenschaftlicher Vereine
- Kultusministerkonferenz
- Universität Toronto in Berlin